# Erik Simonsen
 Der er flere personer med dette navn, se Erik Simonsen (atlet).
Erik Simonsen (født 1954) er en dansk politiker, der fra 1993 til 2009 var medlem af Odense Byråd, oprindeligt valgt for Det Radikale Venstre, fra 8. maj 2007 repræsenterende Ny Alliance og fra 5. januar 2009 Konservative. Han var fra 2006 til 2009 rådmand for Social- og Arbejdsmarkedsforvaltningen. 
Simonsen er uddannet gartner, og har i en årrække arbejdet som faglærer ved AMU-Fyn i Odense. Erik Simonsen blev valgt til Odense Byråd i 1993 efter at Det Radikale Venstre havde været ude af byrådet i en periode. Han blev derefter byrådets eneste radikale medlem.
Som led i konstitueringsaftalen mellem Konservative, Venstre, Dansk Folkeparti og Det Radikale Venstre efter kommunalvalget i 2005, hvor den konservative Jan Boye blev borgmester, blev Erik Simonsen fra 2006 rådmand for Social- og Arbejdsmarkedsforvaltningen. 
Efter kommunalvalget i 2005 var han centrum i en ophedet lokalpolitisk kontrovers, da han som Det Radikale Venstres selvudnævnte borgmesterkandidat endte med at takke nej til borgmesterkæden da Enhedslisten, Socialdemokraterne og Socialistisk Folkeparti tilbød ham den for åben tv-skærm. Til pressen sagde Simonsen, at SF reelt ikke ønskede ham som borgmester, men måtte senere trække dette udsagn tilbage. Også i Det Radikale Venstres bagland var der uenighed om Simonsens prioriteringer, der ledte til et systemskifte i Odense. 
Efter at have luftet sine overvejelser om at skifte til det nystiftede parti Ny Alliance, meldte Simonsen sig 8. maj 2007 ud af Det Radikale Venstre og ind i Ny Alliance. Da Naser Khader forlod Liberal Alliance 5. januar 2009 meldte Erik Simonsen sig også ud af partiet og blev medlem af de Konservative.
Ved kommunalvalget 2009 opnåede Simonsen ikke genvalg. Erik Simonsen genoptog herefter sin stilling hos AMU-Fyn.